# Litapunga
Litapunga è una circoscrizione rurale (rural ward) della Tanzania situata nel distretto di Nsimbo, regione di Katavi. Conta una popolazione di 16 875 abitanti (censimento 2022).